# Bistum Porto-Novo
Das Bistum Porto-Novo (lateinisch Dioecesis Portus Novi, französisch Diocèse de Porto-Novo) ist eine in Benin gelegene Diözese der römisch-katholischen Kirche mit Sitz in Porto-Novo. Die knapp 714.000 Katholiken machen etwa 40 % der Bevölkerung aus.

## Geschichte
Das Bistum Porto Novo wurde am 5. April 1954 durch Papst Pius XII. mit der Apostolischen Konstitution Qui universum aus Gebietsabtretungen des Apostolischen Vikariates Ouidah als Apostolisches Vikariat Porto-Novo errichtet. Am 14. September 1955 wurde das Apostolische Vikariat Porto-Novo durch Pius XII. mit der Apostolischen Konstitution Dum tantis zum Bistum erhoben und dem Erzbistum Cotonou als Suffraganbistum unterstellt. Das Bistum Porto Novo gab am 5. April 1963 Teile seines Territoriums zur Gründung des Bistums Abomey ab.

## Bischöfe von Porto Novo
- Noël Laurent Boucheix SMA, 1958–1969
- Vincent Mensah, 1970–2000
- Marcel Honorat Léon Agboton, 2000–2005, dann Erzbischof von Cotonou
- René-Marie Ehuzu CIM, 2007–2012
- Aristide Gonsallo, seit 2015